# Masseeëlla breyniae
Masseeëlla breyniae är en svampart som beskrevs av Thirum. 1943. Masseeëlla breyniae ingår i släktet Masseeëlla, ordningen Pucciniales, klassen Pucciniomycetes, divisionen basidiesvampar och riket svampar.   Inga underarter finns listade i Catalogue of Life.